# Saint-Aignan-le-Jaillard
Saint-Aignan-le-Jaillard è un comune francese di 569 abitanti situato nel dipartimento del Loiret nella regione del Centro-Valle della Loira.

## Società

### Evoluzione demografica
Abitanti censiti